# Kotasaari (ö i Norra Österbotten, Uleåborg)
Kotasaari är en halvö i Finland. Den ligger i sjön Iso Seluskanjärvi och i kommunen Uleåborg i den ekonomiska regionen  Uleåborgs ekonomiska region  och landskapet Norra Österbotten, i den centrala delen av landet, 500 km norr om huvudstaden Helsingfors.